# Неуловимите отмъстители
Неуловимите отмъстители (на руски: Неуловимые мстители) е съветски цветен игрален филм на Московската киностудия Мосфилм от 1966 г. Направен е по мотиви на повестта на Павел Бляхин „Червените дяволчета“. В него се разказва за приключенията на четири деца по време на Гражданската война. Премиерата на филма е на 29 април 1967 г.

## Сюжет
Бившият гимназист Валерка, Яшка – циганин и братът и сестрата Данка и Ксанка (които остават сираци след разстрела на баща им) започват да извършват акции във вреда на бандитите по време на гражданска война, предвождани от атамана Барнаш за да отмъстят за смъртта на баща си. За техните подвизи и смелост научава Семьон Будьони и ги приема в Червената армия.

## Създатели
- Сценарий - Сергей Ермолински, Едмонд Кеосаян
- Режисьор Едмонд Кеосаян
- Главен оператор - Федор Добронравов
- Художници — Виталий Гладников, Василий Голиков
- Композитор — Борис Мокроусов
- Текстове - Робърт Рождественски, Едмонд Кеосаян (нерегистриран)

## В ролите
- Вася Василиев като Яшка циганина (в края на филма Яшка Циганков)
- Витя Косих - Даниил (Данка) Шчус
- Валя Курдюкова - Ксения (Ксанка) Шчус
- Миша Метелкин - Валерий Михайлович (Валерка) Мещеряков
- Ефим Копелян като атаман Гнат Бурнаш
- Борис Сичкин - художник Буба Касторски
- Владимир Трещалов - атаман Сидор Люти (озвучен от Евгений Весник)
- Лев Свердлин - Семьон Михайлович Будьони
- Владимир Белокуров - "Баща-философ", той също е поп-провокатор в бандата Люти
- Генадий Юхтин в ролята на Игнат, привърженикът на Люти
- Надежда Федосова - леля Дария
- Инна Чурикова - "Руса Джоузи"
- Глеб Стриженов - отец Мокий, свещеник Збруевски
- Савелий Крамаров - Бурнаш Илюха Верехов
- Иван Бичков - "Бърнаш"
- Николай Горлов като Семьон Кандиба, бащата на "казака"
- Александра Денисова - стара казачка, събеседник на Дария
- Леонид Пархоменко - Корней, кръчмар